# Полістрат
Полістрат (грец. Πολύστρατος; помер у 219 або 218 році до н. е.) — давньогрецький філософ, схоларх епікурейської філософської школи у Афінах.

## Біографія
Після смерті Гермарха, Полістрат став його наступником у головуванні епікурейською школою, «Садом». Він зоставався схолархом до своєї смерті у 219 або 218 році до н. е., йому наслідував Діонісій з Ламптрая. Згідно Валерію Максіму, Полістрат та Гіппоклід народилися у один день, навчалися та викладали у школі Епікура, ділили спільне майно та померли в один день у дуже похилому віці.
Уривки двох філософських творів Полістрата були знайдені на території Вілли Папірусів біля Геркуланума. Перший твір Про нерозумне презирство направлене проти тих, хто нерозумно відкидає популярні вірування. Оппонентами були кініки та скептики. Друга праця має назву Про філософію, але з неї можна розібрати лише окрумі фрагменти.